# World Series of Poker 1991
Le World Series of Poker 1991 furono la ventiduesima edizione della manifestazione. Si tennero dal 26 aprile al 18 maggio presso il casinò Binion's Horseshoe di Las Vegas.
Il vincitore del Main Event fu Brad Daugherty.

## Eventi preliminari
| Evento                                    | Vincitore              | Premio   | Ultimo giocatore eliminato |
| ----------------------------------------- | ---------------------- | -------- | -------------------------- |
| $1.500 Omaha 8 or better                  | Joe Becker             | $119.400 | Mel Judah                  |
| $2.500 No Limit Hold'em                   | Doyle Brunson          | $208.000 | Dan Stashkiw               |
| $1.500 No Limit Hold'em                   | Brent Carter           | $166.800 | O'Neil Longson             |
| $5.000 seven card stud                    | Thomas Chung           | $142.000 | Josh Novak                 |
| $1.500 Seven Card Stud                    | Artie Cobb             | $146.400 | John Sears                 |
| $1.500 Ace to Five Draw                   | Pat Flanagan           | $106.800 | David Allred               |
| $1.500 Seven Card Stud High Low           | Mike Harthcock         | $106.200 | James Richburg             |
| $5.000 Pot Limit Omaha                    | Jay Heimowitz          | $126.000 | John Bonetti               |
| $1.500 Limit Omaha                        | Phil Heinrich          | $92.000  | Chris Hatzakos             |
| $1.500 Limit Hold'em                      | Max Lindel             | $256.000 | Eddie Schwettman           |
| $2.500 Seven Card Stud                    | Rodney H. Pardey       | $133.000 | Don Williams               |
| $5,000 Deuce to Seven Draw                | John Spadavecchia      | $58.500  | Dewey Tomko                |
| $2.500 Limit Hold'em                      | Ron Stanley            | $203.000 | Steve Karabinas            |
| $1.500 Pot Limit Omaha                    | An Tran                | $87.600  | Chris Björin               |
| $500 Seven Card Stud riservato alle donne | Donna Ward             | $28.200  | Toni Brown                 |
| $5,000 Limit Hold'em                      | Byron "Cowboy" Wolford | $210,000 | Erik Seidel                |
| $1.500 Seven Card Razz                    | Charles Wright         | $231.000 | Steve Kopp                 |

## Main Event
I partecipanti al Main Event furono 215. Ciascuno di essi pagò un buy-in di 10.000 dollari.

### Tavolo finale
| Piazzamento | Nome           | Premio     |
| ----------- | -------------- | ---------- |
| 1°          | Brad Daugherty | $1.000.000 |
| 2°          | Don Holt       | $402.500   |
| 3°          | Bob Veltri     | $201.250   |
| 4°          | Don Williams   | $115.000   |
| 5°          | Perry Green    | $69.000    |
| 6°          | Ali Farsai     | $34,500    |